# Dekanat Międzyrzec Podlaski
Dekanat Międzyrzec Podlaski – jeden z 25 dekanatów w rzymskokatolickiej diecezji siedleckiej.

## Parafie
W skład dekanatu wchodzi 11 parafii.
- parafia św. Maksymiliana Kolbego – Brzozowica Duża
- parafia św. Barbary – Dołha
- parafia św. Filipa Neri – Kąkolewnica Wschodnia
- parafia Niepokalanego Poczęcia NMP – Kożuszki
- parafia Matki Bożej Szkaplerznej – Krzewica
- parafia Matki Bożej Nieustającej Pomocy – Manie
- parafia Chrystusa Króla – Międzyrzec Podlaski
- parafia św. Apostołów Piotra i Pawła – Międzyrzec Podlaski
- parafia św. Józefa Oblubieńca NMP – Międzyrzec Podlaski
- parafia św. Mikołaja – Międzyrzec Podlaski
- parafia św. Jana Apostoła – Polskowola

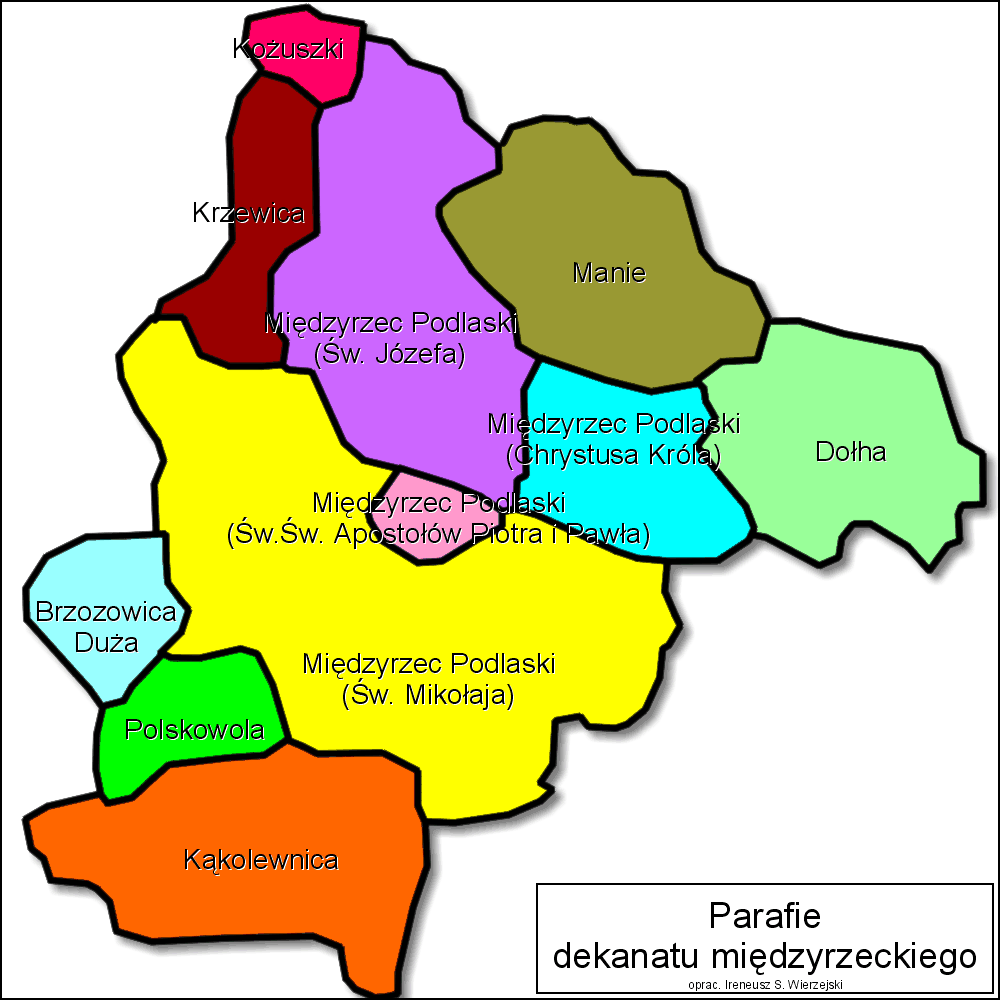
Podział dekanatu międzyrzeckiego na parafie

Według danych zgromadzonych przez Kurię Diecezji Siedleckiej dekanat liczy 30533 wiernych.

## Sąsiednie dekanaty
Biała Podlaska – Południe, Biała Podlaska – Północ, Komarówka Podlaska, Łosice, Łuków I, Radzyń Podlaski, Zbuczyn